# Der Deutschlandexpress

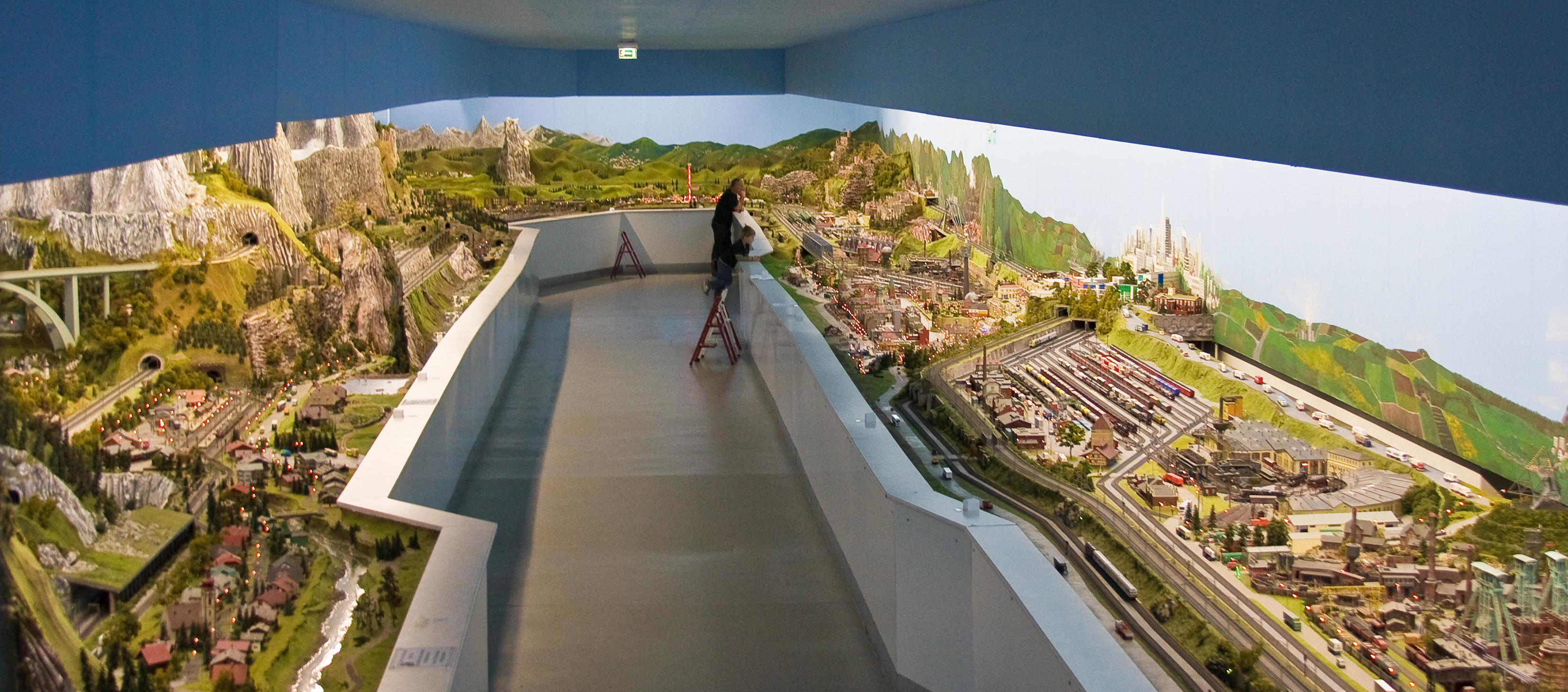
Teilansicht der Anlage

Der Deutschlandexpress war eine digital gesteuerte Märklin-Modelleisenbahnanlage. Bis zum Jahr 2001 war sie mit mehr als 700 m² Ausstellungsfläche die größte Modellbahnanlage der Welt. Später war der Deutschlandexpress nach dem Miniatur Wunderland und den Loxx MiniaturWelten Berlin die weltweit drittgrößte digitale Modellbahnanlage. Standort des Deutschlandexpress war der Nordsternpark in Gelsenkirchen.

## Bau und Betrieb
Der Bau der Anlage wurde 1997 begonnen und im Wesentlichen am 30. April 1999 fertiggestellt. Gezeigt wurden die Landschaften von der Nordsee über das Ruhrgebiet, die Rheinhänge, der Bodensee bis in die Schweiz. Auf der Anlage fuhren mehr als 250 Züge mit über 4000 Waggons durch die einzelnen Themengebiete. Viele Brücken, Gebäude und Landschaftszüge wurden dem Original nachempfunden. Die Anlage wurde mit über 15.000 Figuren, 5000 Leuchten, 1100 Gebäude und 1750 Straßenfahrzeuge gestaltet. Weitere Anziehungspunkte der Anlage waren der Tetraeder (Bottrop), ein beweglicher Heißluftballon, eine Kirmes sowie ein Friedhof mit Grablampen und Gespenstern. Straßen, Häuser und Züge waren für Nachtbetrieb eingerichtet und entsprechend beleuchtet. Zudem standen zwei Spur-1-Modelleisenbahnanlagen für Kinder sowie im Obergeschoss ein Kino zur Verfügung. 

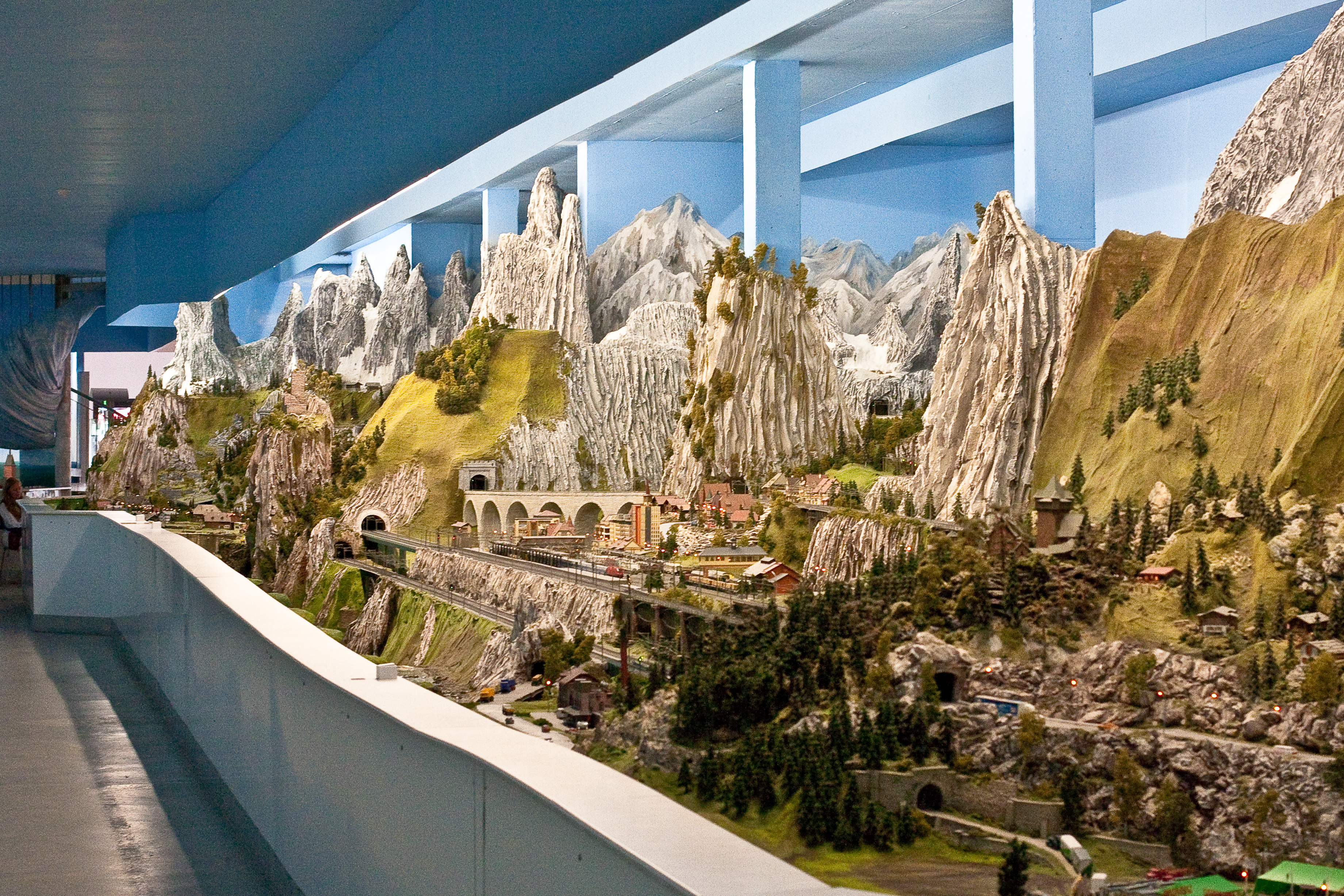
Gebirgslandschaft

Ende August 2016 wurde der Betrieb der Anlage wegen hoher Betriebskosten vorübergehend eingestellt. Zum 31. Dezember 2016 wurde die Anlage endgültig geschlossen.